# Hôtel de préfecture de Paris
Hôtel de préfecture de Paris je moderní budova, která se nachází v Paříži ve Francii. Od roku 2011 je sídlem prefektury departementu a regionu Île-de-France.

## Umístění
Hôtel de Préfecture se nachází na rue Leblanc v 15. obvodu.

## Historie
Budova postavená v roce 1989 a byla první ze staveb, které vznikly na místě, kde se dříve rozkládaly továrny Citroën. Původně byla sídlem Banques Populaires a v roce 2011 ji koupil stát, aby zde umístil služby prefektury, které byly dříve rozmístěny v sedmi různých lokalitách v hlavním městě.

## Architektura
Budovu navrhl architekt Olivier-Clément Cacoub a má výhled na Parc André-Citroën. Její prosklená fasáda má plochu 3 hektary.